# 嘉新水泥中國
嘉新水泥中國控股股份有限公司（除牌當時為0699.HK），簡稱嘉泥中國，是台灣的水泥製造商嘉新水泥的旗下公司，主要業務為生產水泥，地區包括中國區域，因此比重最高市場。
嘉新水泥中國成立於1995年，1997年正式投產。總部位於江蘇省鎮江市長江南岸。2003年12月，嘉泥中國于香港交易所主板上市。

## 收購軼事
2007年6月，摩根士丹利亞洲有限公司代表台泥國際提出之自願有條件要約以收購嘉新水泥中國股本中全部已發行股份；到了2007年10月，已轉為在各方面成為無條件；最後在2008年1月已完成強制收購嘉新水泥中國及撤銷其上市地位。